# Synalpheus pinkfloydi

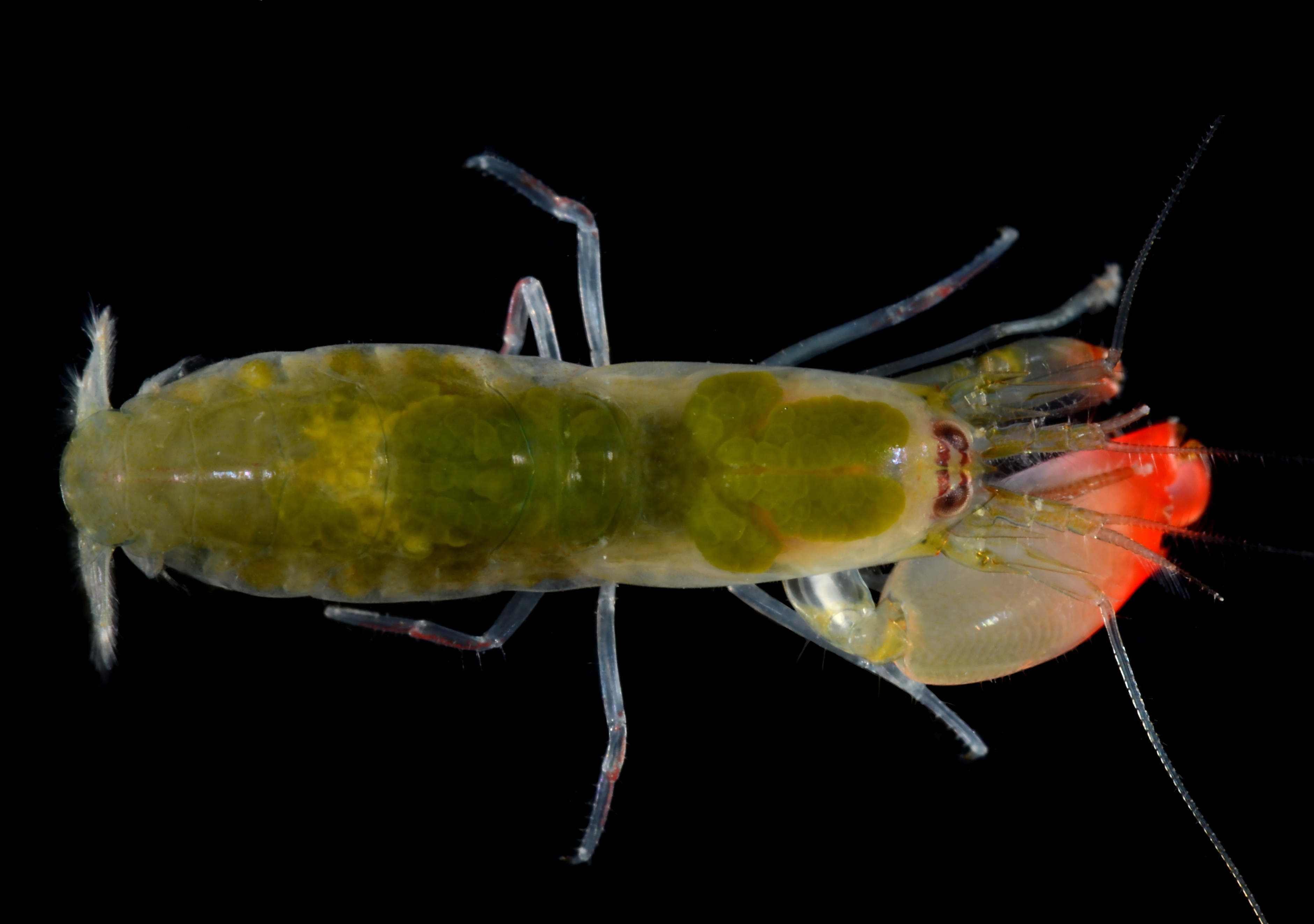
Synalpheus pinkfloydi, Paratypus, Weibchen

Synalpheus pinkfloydi ist eine an der Pazifikküste Panamas vorkommende Zehnfußkrebsart (Decapoda) aus der  Familie der Knallkrebse (Alpheidae). Die Erstbeschreiber widmeten die Art aufgrund einer großen rosafarbenen Schere der Rockband Pink Floyd und schlagen den Trivialnamen Pink Floyd pistol shrimp vor.

## Merkmale
Synalpheus pinkfloydi erreicht eine maximale Körperlänge von 6,6 Millimetern bei den Weibchen. Der männliche Holotypus weist eine Länge von 5,5 Millimetern auf. Carapax und Abdomen sind gelbgrau bis olivgrün gefärbt und leicht durchscheinend. Die Krebse haben lange Antennen, das erste Gliedmaßenpaar ist scherenähnlich ausgebildet. Die beiden Scheren sind unterschiedlich groß. Die größere ist kräftig rosa bis rot („pink“) gefärbt und bei den Männchen kräftiger als bei den Weibchen.

## Lebensweise
Synalpheus pinkfloydi lebt meist versteckt in Korallenschutt-Felsspalten und Fugen von Steinkorallen. Beim extrem schnellen Schließen der zuvor geöffneten Schere wird blitzartig ein Wasserstrahl ausgestoßen, wodurch eine Kavitationsblase gebildet wird, welche mit einem sehr lauten Knall implodiert. Diese Besonderheit wird als Warnung, im Kampf mit Artgenossen, beim Beutefang oder zur innerartlichen Kommunikation eingesetzt. Beutetiere, beispielsweise Würmer oder kleine Fische, können durch den entstehenden Schalldruck betäubt oder gar getötet werden.

## Verbreitung und Vorkommen
Die Art kommt an der Pazifikküste Panamas vor und wurde rund um die Perleninseln nachgewiesen. Sie hält sich bevorzugt in niedrigem Wasser an Korallenriffen auf. In der Erstbeschreibung erwähnen die Autoren extra (als Bonmot), dass es wegen des Mangels an geeigneten Habitaten unwahrscheinlich ist, dass Synalpheus pinkfloydi auf the Dark Side of the Moon (deutsch: „Die dunkle Seite des Mondes“) vorkommt.

## Ähnliche Arten
Synalpheus pinkfloydi kann von der äußerlich sehr ähnlichen Art Synalpheus antillensis aufgrund genetischer Merkmale unterschieden werden. Die Sequenz Divergenz der Cytochrome c oxidase I (COI), einer Mitochondrialen DNA beträgt 10,2 %. Die ähnliche Art kommt nur im Westatlantik vor. Somit gibt es keine geographische Überlappung mit Synalpheus pinkfloydi.